# ミュール紡績機

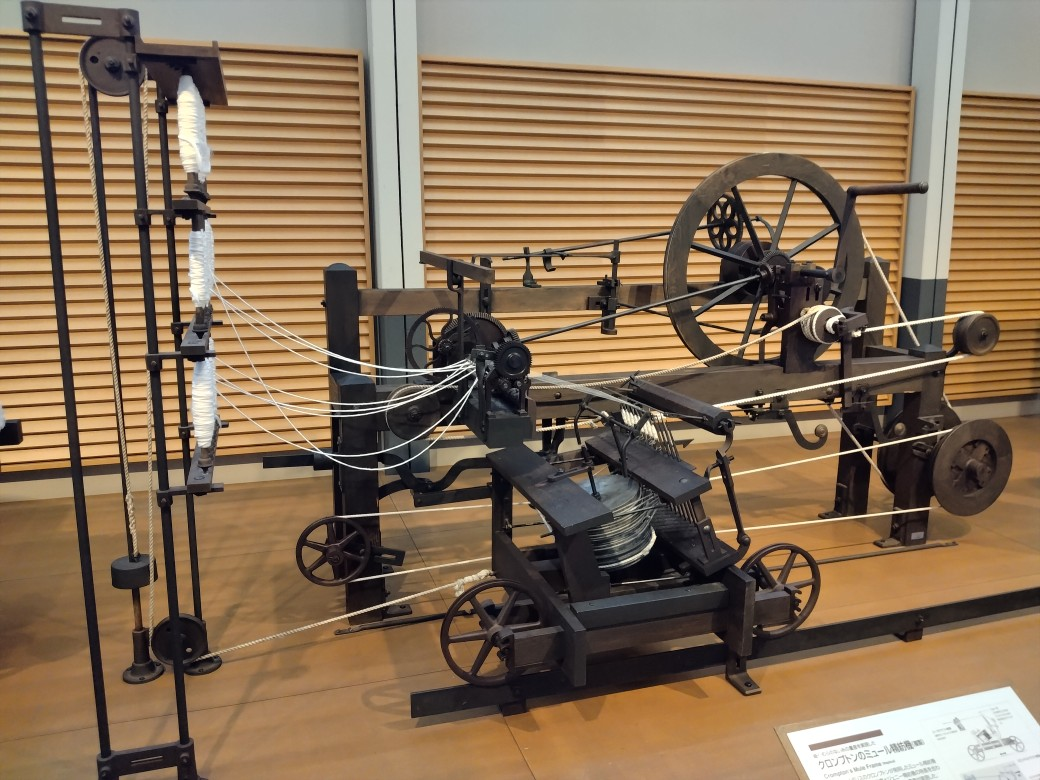
トヨタ産業技術記念館にあるミュール紡績機（複製）

ミュール紡績機（ミュールぼうせきき、spinning mule）は、イギリスの発明家サミュエル・クロンプトンが1779年に発表した紡績機。1830年にリチャード・ロバーツが自動化することで、単純作業だけをする労働者が誕生し、社会制度を一変させることになった。

## 歴史

### 背景

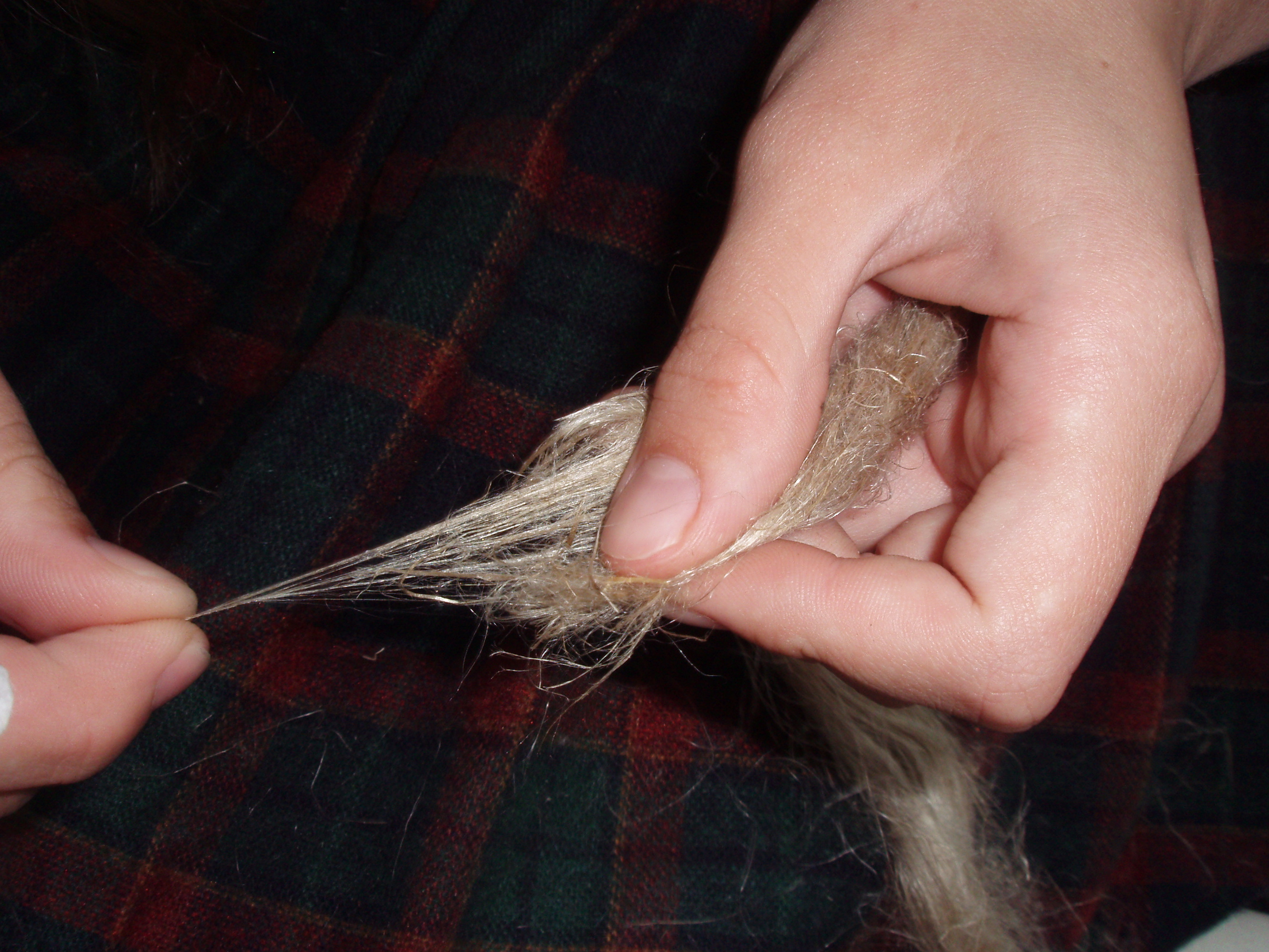
動物の毛を手で撚って糸にする様子

昔から、植物の繊維や動物の毛から糸を作り、布を作るという作業が行われてきた。それら天然繊維は、採取したまま布を織るには長さも太さも足りない。そのため、人々は天然繊維を撚って（=細長くねじって）糸にした。この作業が紡績である。後に糸車を使うようになった。長い間その方法が使われてきたが、18世紀になってイギリスが産業革命を迎えると、全ての工業製品が不足するようになり、糸についても簡単に大量生産する方法が模索された。
1767年、ジェームズ・ハーグリーブスは複数の糸を同時に撚ることができる装置、ジェニー紡績機を発明した。効率は大きく向上し、細い糸を作るのにも適した装置だったが、太い糸を作るのには不向きだった。また、ジェニー紡績機は手動であり、仕組みも手作業の手順をそのまま装置化したようなものだった。
18世紀中頃、リチャード・アークライトは、馬力を利用した馬力紡績機を発明し、次いで馬力カード機を使って毛の方向を揃える仕組みを開発した。これは動力源を人力から変えた画期的なもので、設置費用も安かった。カード機のアイディアは優れていたが、紡績部分が複数の滑車を使って糸を強く引っ張る仕組みだったので、太い糸を作ることはできたが細い糸は切れてしまい作れなかった。当時の織機は強い縦糸と細い横糸の両方が必要であり、ジェニー紡績機、アークライトの紡績機共に不完全だった。また、アークライトは1769年には水車を動力とする水力紡績機を作った。

### 最初のミュール紡績機

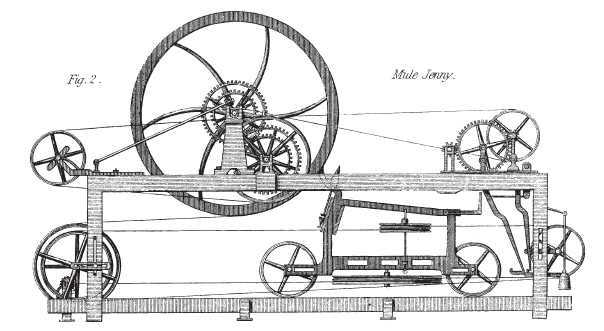
初期のミュール紡績機：横方向の梁にギアが配されている。

1779年、サミュエル・クロンプトンは新しい機械「ミュール紡績機」、別名「ジェニーミュール」を発明し、アークライト紡績機の欠点をジェニー紡績機の仕組みで補おうとした。「ミュール」は英語でウマとロバの合いの子、ラバを意味する。この機械が2つの機械の合いの子であることから名付けられた。
下部中央に2輪の部品「キャリッジ（走錘車）」があり、そこにスピンドル（糸の巻取部）が設置されている。キャリッジはレールを移動しながら粗糸を引き伸ばし、同時に撚りをかけていく（加撚）。引き伸ばしながら撚りをかけるため、糸の断面は丸みを帯びた形状となる。キャリッジがレールの端まで移動し終わると、加撚が終わった糸をスピンドルに巻き取りながら、キャリッジは元の位置に戻っていく。クリンプトンはこの装置を木で作った。ジェニー紡績機との最大の違いは、スピンドルを移動させたことである。キャリッジが糸を引き伸ばし撚る方向に進む工程を「外走（outward traverse）」、スピンドルに糸を巻き取る方向に進む工程を「内走（inward traverse）」と呼んでいる。なお、動力は（最初期には）手動である。そのため、手動ミュール紡績機（ハンドミュール）とも呼ばれる。この装置は内走工程の調整にベテランの技術が必要であった。また、一人が同時に運転できるのは264～288錘だった。
この装置で作った糸は強く細いので、さまざまな織物に使うことができた。特に木綿の糸を作るのに使われた。
クロンプトンはこの発明の特許を申請しなかった。発明の権利を買い取ったダビッド・デールが装置を改良して特許をとった。

### 改良
手動ミュール紡績機が後に自動化されるまでの間の重要な改良としては、1791年、ライト（Wright）によるヘッドストックの改良が挙げられる。ライトの仕組みは、加撚するときには、回転するスピンドルに糸は巻き取られず、糸がスピンドルの先端から滑り抜けていく。これにより、糸に撚りが加わる。そのため、スピンドルの先端には丸みが付けられている。次の巻き取りの工程では、スピンドルの横で糸ガイドが動き、スピンドル全体に均一に糸を巻き付ける（なお、次の写真は原理的にはライトの発明を踏襲しているが、後に別の人が改良を加えたもの）。
|  |  |

この他の工夫を次に示す。
- ストーン（Stone）- ロールの金属化[8]
- ベーカー（Baker）-ドラムの改良[8]
- ジェームズ・ハーグリーブス - 装置の複数並列化[10]

1790年
- グラスゴーのケリー（Kelly）- 引き取り機構の動力改善[10]。最初は家畜を使い、次いで水力を使った。

1791年
- マンチェスターのライト（Wright）- スピンドルへの巻き取りガイドが移動する工夫（ヘッドストック）[6][11]

1793年
- ケネディ（Kennedy）- キャリッジの行きと帰りでスピンドルの回転速度を変えるため、ギアとクラッチを設置した[12]。

1818年
- ウィリアム・イートン（William Eaton）- 巻取部分の改善[13]

### 自動ミュール紡績機

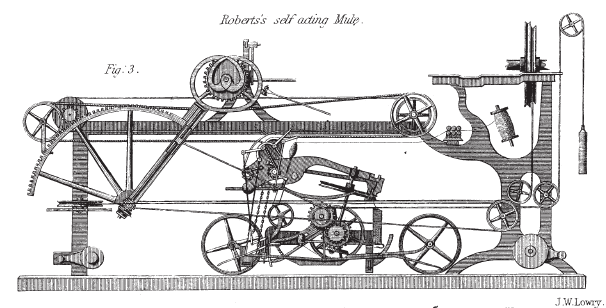
ロバートの自動ミュール

1820年頃のミュール紡績機は、一部で手作業が必要だった。この頃になると蒸気機関もかなり発達していたが、紡績機には使われていなかった。紡績機が全自動ではなかったため、成年男子が付き切りで作業する必要があった。リチャード・ロバーツはそれを自動式に改良し、1825年と1830年に特許を出願している。ロバーツは1830年にロバーツ織機と呼ばれる動力織機も発明している。これらの発明は、紡績工場を大規模化させるものだった。
ロバーツが改良した点は、以下の各点である。
- スピンドルの逆転（バックオフ）：スピンドルに糸を巻きやすくするため、外走（引き伸ばし）後に数秒だけ逆転させた。
- ワイヤーガイドを設置：糸を確実に糸管に巻き取らせる。
- 巻き取りの回転速度を調節：糸が巻き取られて糸管が太くなるのに合わせて、スピードを落とした。

要するに内走の糸巻き工程に人手がかからないようにする工夫が主だった。これらの仕組みの誕生はロバーツの功績もさることながら、クロンプトンの時代にはなかった部品が50年を経て、数々発明されたことも大きな要素であった。

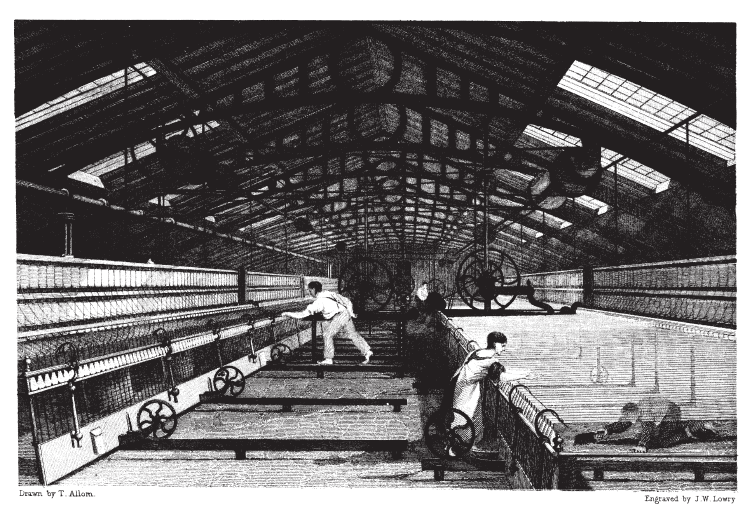
1835年の綿紡績工場の様子

1834年には60以上の工場で採用され、1850年代にはイギリスの中・太手糸のほぼ全てが自動ミュールに置き換えられた。ただし、細い糸にはまだ手動ミュール紡績機が使用された。
手動ミュール紡績機で工員1名が同時に操作できるのは264～288錘だったが、ロバーツの自動ミュール紡績機は成人1名に補佐の少年2～3名を当てると、1600錘が運転できた。これは、手動ミュール紡績機の運転調整が熟練を要したのに対し、自動ミュールの場合は糸継ぎと装置トラブルの監視だけをすればよいためだった。
自動ミュールは大量の単純労働者を生み出したため、社会に大きな影響を及ぼした。スコットランドの化学者アンドリュー・ユアは1835年の著書『製造業の哲学』の中で早くもこの重要性に言及し、「工業自動化の完成である」と述べている。マルクスも1867年の『資本論』で、自動ミュールとその影響についてたびたび言及している。
自動ミュール紡績機はトヨタ産業技術記念館に#展示される。

### 装置の限界とリング精紡機の登場
ミュール紡績機のスピンドルは粗糸を引きながら1.5メートルほどの距離を移動し、戻り動作の際、紡績された糸が円錐形のスピンドルに巻き取られる。この速度は、明治後期に日本に輸入された装置では、引き伸ばし工程に9秒、バックオフに2秒、巻き取り工程に4秒ぐらいであった。
ミュール紡績機は糸の撚りと巻き取りが別々の工程なので、スピードアップに原理的な制約があった。また、トラブルが多い機械だったので、調整技術者が必要だった。そのため、撚りと巻き取り同時にでき、かつトラブルが少ないリング精紡機に置き換えられた。ただしリング精紡機の登場当初は糸質が劣っていたため、ミュール紡績機も並行して使われた。

## 日本
日本では1879年（明治12年）、明治政府は殖産興業を推進するため、イギリスからミュール紡績機の3台を輸入し1台を宮城県に譲与された。当時宮城県令を務めていた松平正直はこれを利用した紡績所の建設を計画、動力として水力が選定され、1884年（明治17年）5月2日には仙台の三居沢で宮城紡績会社が創業を開始した。後に動力の水車を利用した発電事業が計画され、1894年（明治27年）には日本初の水力発電所となる三居沢発電所が送電を開始した。
1886年からリング精紡機も使われ始め、早くも1889年には紡錘数で逆転された。1907年頃には紡錘数の97%がリング精紡機となった。

## 画像

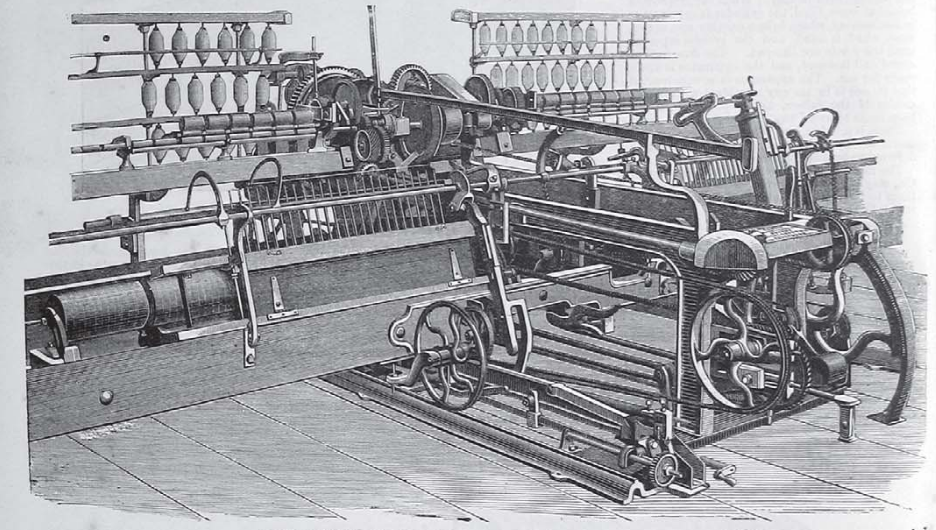
Taylor&Lang社の自動ミュール機（『Textile Mercury newspaper』1892年刊に掲載）
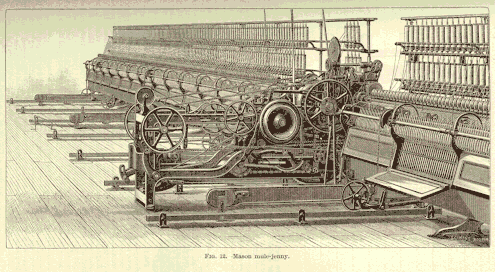
ミュール紡績機（『Appleton's Cyclopaedia of Applied Mechanics』1892年刊に掲載）
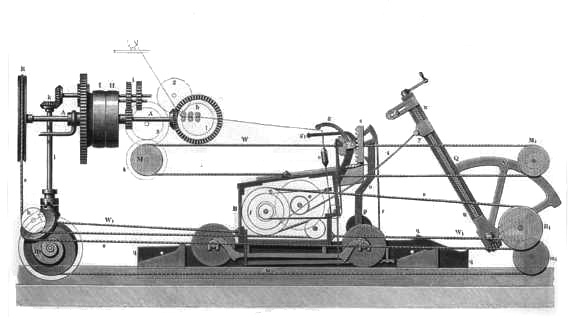
自動ミュールの内部構造
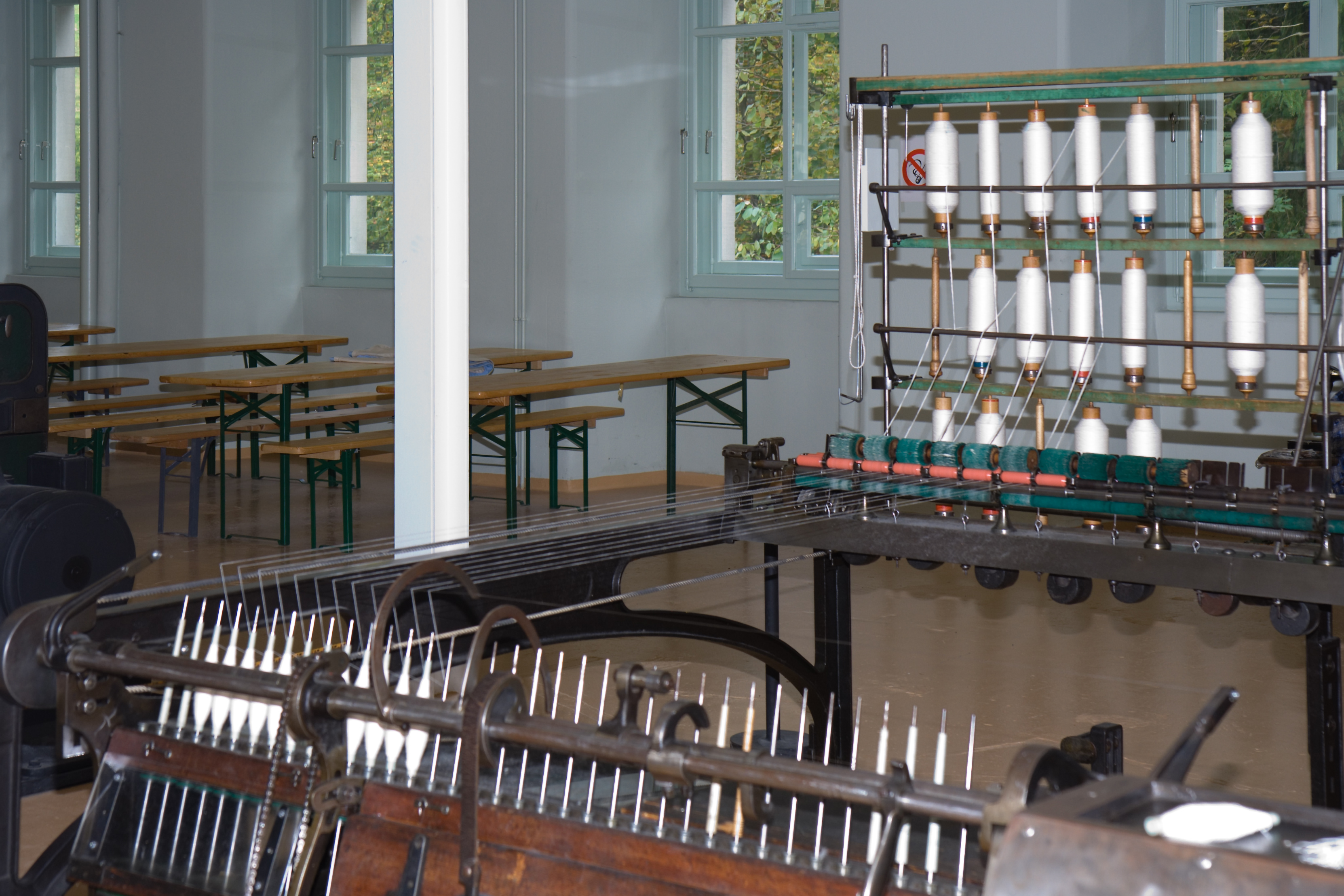
外走（引き伸ばしと撚り）
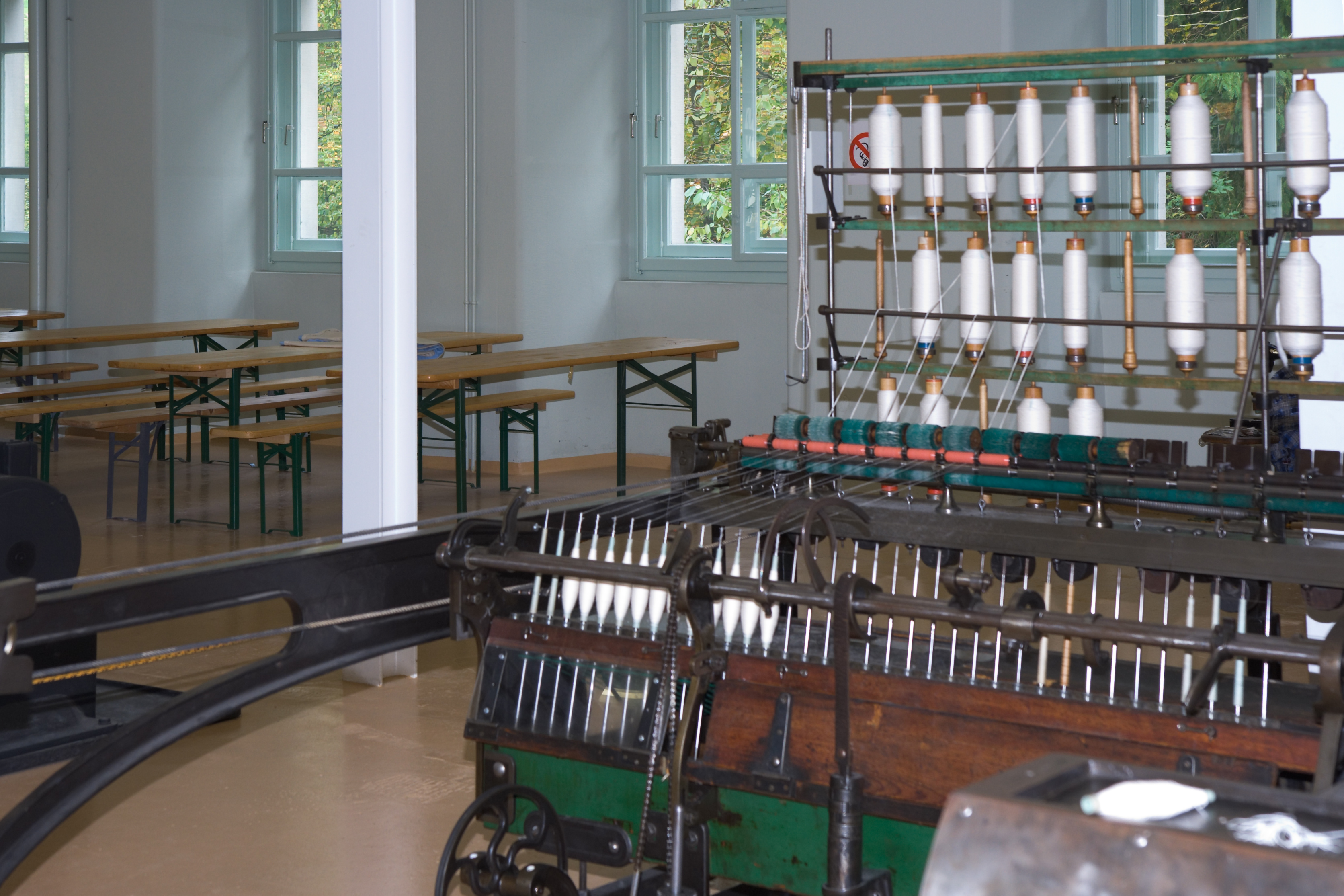
内走（巻き取り）
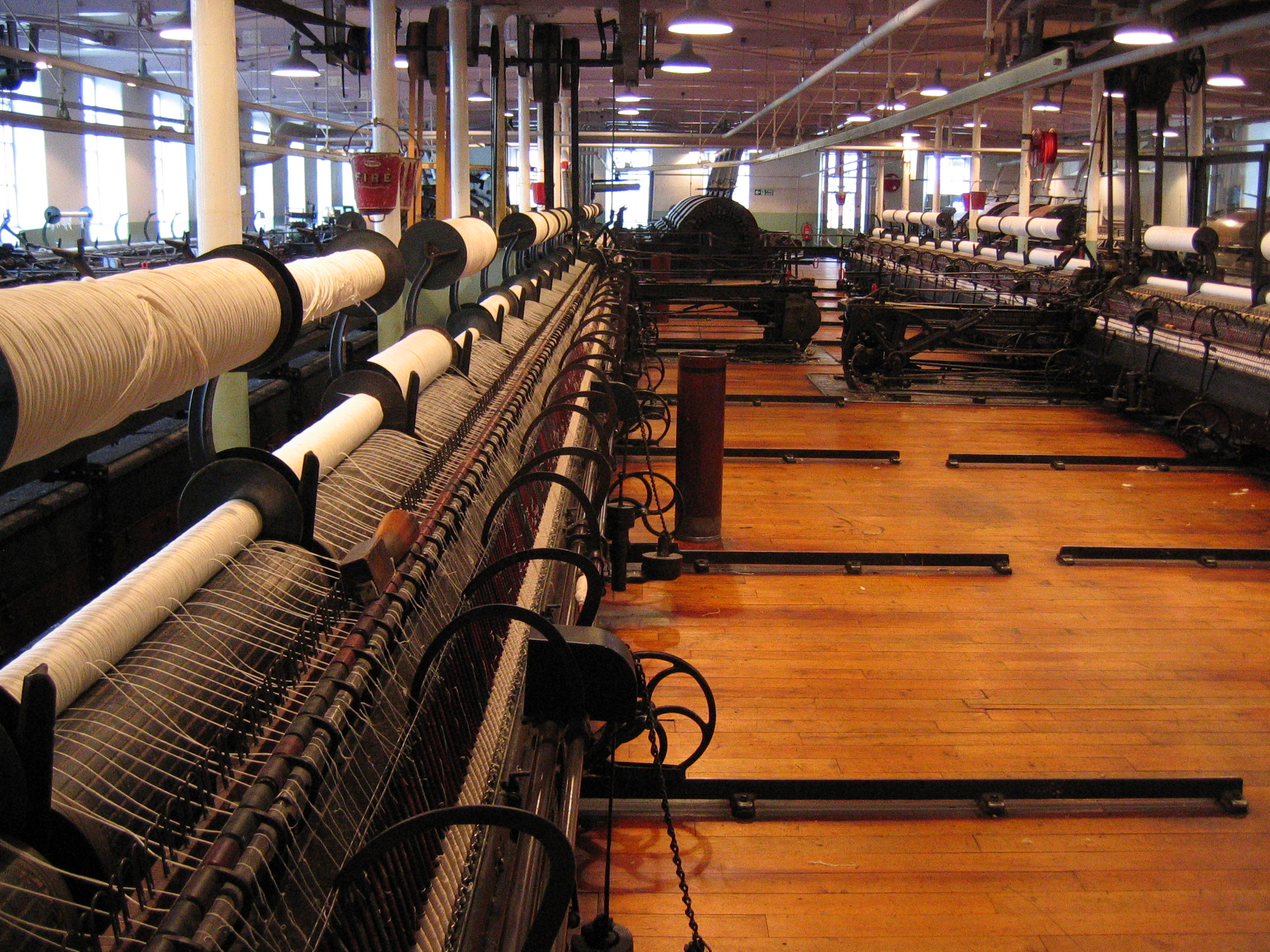
自動ミュール機（ヘルムショア（英語版）織物工場博物館収蔵）